# Kossoträd
Kossoträd (Hagenia abyssinica) även kallad afrikansk redwood, koso eller cusso är en växtart tillhörande familjen rosväxter som växer i Östafrika.
Trädet blir upp till 20-30 meter högt. Veden är mjuk. Honblomställningar som torkas används mot bandmask.